# Xhoffraix
Xhoffraix is een gehucht in Bévercé, een deelgemeente van de stad Malmedy in de Belgische provincie Luik. Het ligt meer dan vier kilometer ten noordoosten van het stadscentrum van Malmedy. Minder dan een kilometer ten westen ligt het gehucht Mont, waarmee het door lintbebouwing is verbonden.

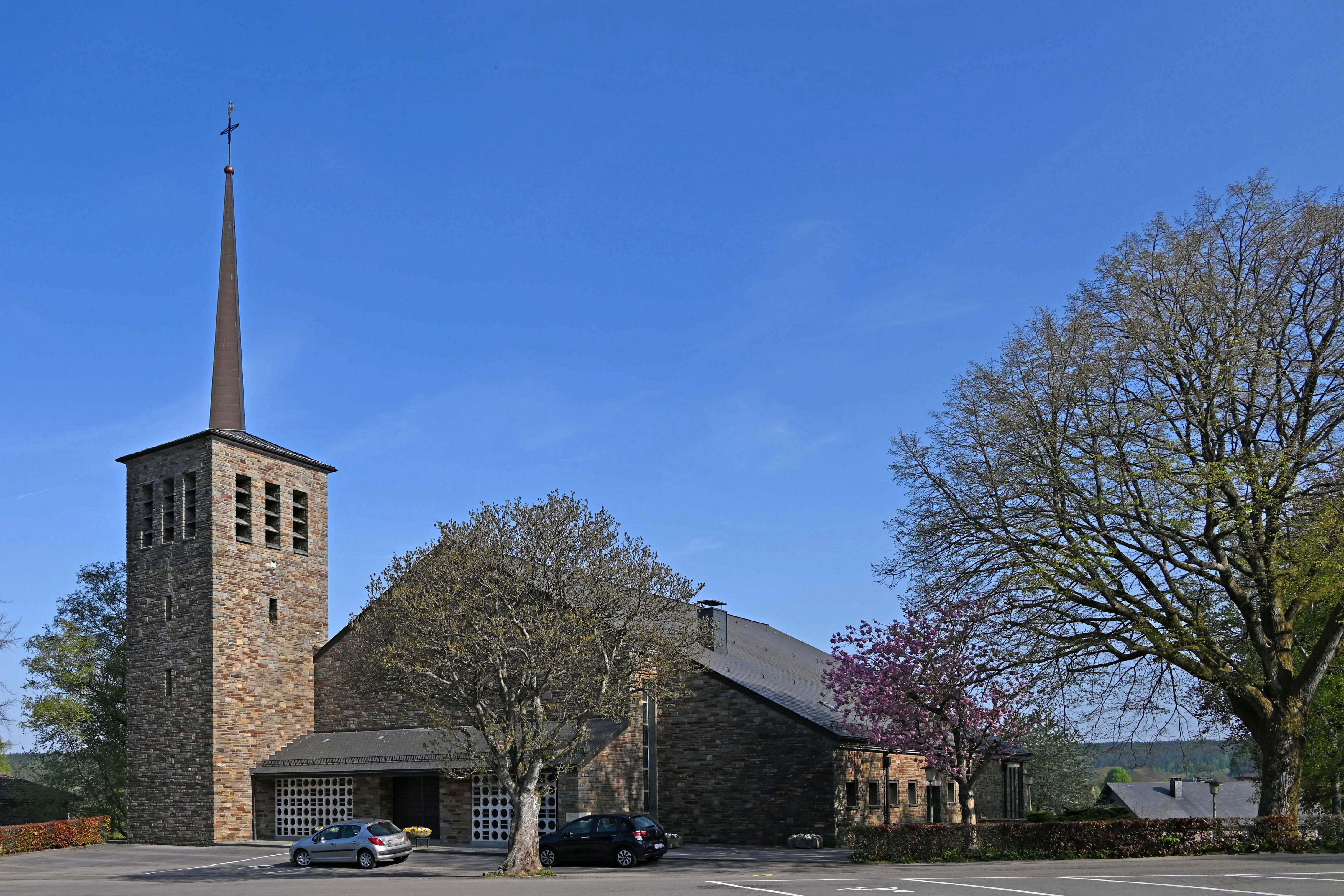
Église Saint-Hubert

## Geschiedenis
De plaats wordt voor het eerst vermeld in 1210  als molendinum de Scoffreit..
Op de Ferrariskaart uit de jaren 1770 is de plaats weergegeven als het gehucht Xhoffray. 
Op het eind van de 18de eeuw behoorde het gebied tijdens de Franse bezetting tot het departement Ourthe, en daarna behoorde de plaats bij Malmedy in de Pruisische Rijnprovincie. Xhoffraix werd met verschillende andere landelijke dorpen en gehuchten rond Malmedy in 1887 ondergebracht in de Landgemeinde Xhoffraix, en werd net als Burnenville en Géromont een van de drie secties van de nieuwe gemeente (Bürgermeisterei) Bévercé. Tot Xhoffraix hoorden toen de plaatsjes Bevercé, Ferme-Libert, Longfaye, Mont, Moulin de Longfaye, Moulin de Xhoffraix, Sur la Fange en Xhoffraix.
Na de Eerste Wereldoorlog werd de gemeente Bévercé met Xhoffraix als deel van de Oostkantons bij België gevoegd.
Bij de gemeentelijke herindelingen werd in 1977 de gemeente Bévercé opgeheven en werd Xhoffraix bij Malmedy gevoegd.

## Bezienswaardigheden
- De Église Saint-Hubert

## Verkeer en vervoer
Net ten westen van Xhoffraix loopt de gewestweg N68 van Malmedy naar Eupen.
Deelgemeenten: Bellevaux-Ligneuville · Bévercé · Malmedy

Overige kernen: Arimont · Baugnez · Bellevaux · Bernister · Boussire · Burnenville · Chevofosse · Chôdes · Cligneval · Difflot · Falize · Floriheid · G'doûmont · Géromont · Gohimont · Hédomont · Lamonriville · Lasnenville · Ligneuville · Longfaye · Macampagne · Mé · Meiz · Mont · Otaimont · Planche · Pont · Préaix · Reculémont · Ronxhy · Warche · Winbomont · Xhoffraix · Xhurdebise

Belgische gemeenten · arrondissement Verviers · provincie Luik · Wallonië